# Wilson (hrabstwo Dunn)
Wilson – miasto w Stanach Zjednoczonych, w stanie Wisconsin, w hrabstwie Dunn.